# لو مور (سائق سيارة سباق)
لو مور (بالإنجليزية: Lou Moore)‏ هو سائق سيارة سباق أمريكي، ولد في 12 سبتمبر 1904 في هينتون في الولايات المتحدة، وتوفي في 25 مارس 1956 في أتلانتا في الولايات المتحدة.

## روابط خارجية
- لو مور على موقع Racing-Reference.info (الإنجليزية)
- لو مور على موقع DriverDB.com (الإنجليزية)